# Булан-Турган
Булан-Турган (баш. Боланторған) — деревня в Иглинском районе Республики Башкортостан Российской Федерации. Входит в состав Надеждинского сельсовета.

## География

### Географическое положение
Возле деревни находится железнодорожная платформа 1688 км.
Расстояние до:
- районного центра (Иглино): 57 км,
- центра сельсовета (Пятилетка): 8 км,
- ближайшей ж/д станции (Кудеевка): 2 км.

## Население
| 2002 | 2009 | 2010 |
| ---- | ---- | ---- |
| 57   | ↘30  | ↗60  |

Национальный состав
Согласно переписи 2002 года, преобладающая национальность — башкиры (77 %).